# 2010 au Sahara occidental
Cet article présente les faits marquants de l'année 2010 au Sahara occidental.

## Évènements
- Vendredi 30 avril 2010 : le Conseil de sécurité de l'ONU approuve à l'unanimité la résolution 1871 qui prolonge d'un an de la mission de la MINURSO au Sahara occidental à l'issue de débats longs et houleux sur la question des droits de l'homme dans ce territoire. La France s'est opposée à ce que le Conseil de sécurité élargisse le mandat des casques bleus à la surveillance des droits de l'homme. La Minurso est présente depuis 1991 au Sahara occidental, où un conflit oppose le Front Polisario, partisan de l'indépendance, au Maroc, qui a annexé ce territoire en 1975, tandis que plusieurs dizaines de milliers de réfugiés sahraouis vivent dans des conditions précaires à Tindouf sous la houlette de l'Algérie. La mission de l'ONU compte actuellement un personnel militaire de 224 personnes et de 276 civils dans le pays[1].

- Samedi 8 mai 2010 : le secrétariat national du Front Polisario a mis en garde la MINURSO contre « toute déviation » de son objectif d'organiser un référendum d'autodétermination au Sahara occidental, a indiqué l'agence algérienne APS, ce qui la « transformera, de garante de la solution démocratique juste, à protectrice de l'occupation illégale et de l'injustice ». Le Polisario estime que « la légalité internationale n'autorise pas une telle déviation ».

- Mardi 9 novembre 2010 : selon le Front Polisario, 11 personnes ont été tuées, 723 autres blessées et 159 sont portées disparues après l'intervention des forces marocaines contre un campement de contestataires près de Lâayoune. Les forces marocaines ont également « saccagé des centaines de maisons et boutiques et détruit des voitures appartenant à des Sahraouis ». D'après les autorités marocaines, les heurts ont fait six morts, essentiellement dans les rangs des forces de l'ordre et aucun parmi les civils du camp[2],[3].